# 와글
Wagle(영:와글)은 LG유플러스의 소셜 네트워크 서비스이다.

## 개요
Wagle(와글)서비스는 LG유플러스가 국내 이동통신사 최초로 출시한 휴대폰 주소록 지인 기반의 소셜 네트워크 서비스(SNS)이다.
휴대폰 주소록의 친구들과 자동으로 연결되어 나의 생각을 공유하고 무료로 문자를 보내는 등 실시간 커뮤니케이션을 즐길 수 있다는 것이 가장 큰 특징이다. Wagle은 2011년 1월 13일 오픈베타버전 출시 직후 가입자 1만명을 돌파하는 등 주목을 끌었으며, 정식 버전 출시 이후 현재까지 다수의 업그레이드를 통해 진화되고 있다. LG 유플러스 고객뿐만 아니라 SKT, KT 이용고객도 무료로 다운로드 받을 수 있으며, 안드로이드 마켓, 애플 앱스토어, OZ스토어, T스토어에서 다운로드 가능하다. 현재 안드로이드 OS 2.0/2.1/2.2/2.3 버전, 아이폰 iOS 4.x 버전에서 Wagle을 다운로드 받아 이용할 수 있다. 2023년 12월 11일에
서비스를 종료한다.

## 주요기능
1. 친구추가 - 내 스마트폰 주소록에 저장된 친구이면, 별도의 친구 추가 작업 없이 맞팔 관계가 되어 이야기를 나눌 수 있다.
2. 트위처/페이스북 친구초대 - 트위터/페이스북 계정을 연동을 하면, 나의 트위터/페이스북 친구를 와글로 초대를 할 수 있다.
3. 주소록 친구초대 - 주소록 친구들 중, 와글을 사용하지 않는 친구들을 무료 SMS를 보내 와글로 초대할 수 있다.
4. 이야기 올리기 - 내 일상의 이야기를 사진 및 위치 정보와 함께 등록할 수 있다.
5. 친구의 이야기 구독하기 - 내가 구독하고 싶은 친구나 다른 회원의 이야기를 팔로잉을 통해 읽을 수 있다.
6. 멘션하기 - [멘션] 기능을 이용하여 (@ID) 해당하는 친구에게 이야기를 쓸 수 있다.
7. 그룹 공개 이야기 - 이야기를 작성할 때 내가 지정한 그룹에게만 공개되는 이야기를 쓸 수 있다.
8. 대화하기 - 내 친구 및 내가 지정한 여러 명의 친구들, 그룹과 무료로 채팅이 가능하다. 대화에서는 사진의 공유도 가능하다.
9. 트위터 연동 - 내가 쓴 글을 트위터 계정 연동을 통해 내가 사용하는 트위터에도 140자까지 글을 남길 수 있다. 또한 트위터에서 작성한 글을 와글로 불러올 수도 있다. 트위터 연동 후, 트윗 시 #wgl을 써넣기만 하면 된다.
10. 페이스북 연동 - 내가 쓴 글을 페이스북 계정 연동을 통해 내가 사용하는 페이스북에도 글을 남길 수 있다.
11. 전파하기 - 좋은 내용의 글을 [전파하기]를 통하여 내 친구 전체에게 추천해줄 수 있다.
12. 비밀글 작성 - 누구도 읽을 수 없는 비밀글 작성을 통해 일기처럼 라이프로그를 남길 수 있다.

## 장점
- 휴대전화의 주소록을 이용하여 친구들이 자동으로 등록되므로 아이디를 일일이 검색하거나 입력할 필요가 없어 간편하다.
- 공개범위를 설정하여 이야기를 올릴 수 있어 사생활 보호가 가능하다.
- 다른 사람이 쓴 좋은 글을 '전파하기'를 통해 공유할 수 있다.
- 휴대폰을 변경해도 내 주소록 정보를 와글로 그대로 가지고 올 수 있다.
- '누구?'서비스를 통해 나는 보유하고 있지 않지만, 내 전화번호를 저장한 사용자가 있는 경우 해당 사용자를 알 수 있다.
- '1:1 대화'나 '그룹대화' 기능을 통해 메시지를 주고 받을 수 있다.
- Wagle에서 쓴 글을 트위터/페이스북으로 보낼수 있고 트위터의 글을 Wagle로 가져올 수도 있다.
- 유명한 파워블로거, 연예인이 다수 와글을 사용하고 있기 때문에 그들을 팔로잉하기만 하면 유용한 정보, 재미있는 이야기들을 와글에서 편리하게 받아볼 수 있다.